# Leo Zulueta
Pour les articles homonymes, voir Zulueta.
Leo Zulueta, né le 18 mai 1952 à Bethesda, est un artiste tatoueur américain.
Incité à devenir tatoueur par Don Ed Hardy, il est connu comme le « père du tatouage tribal moderne ».

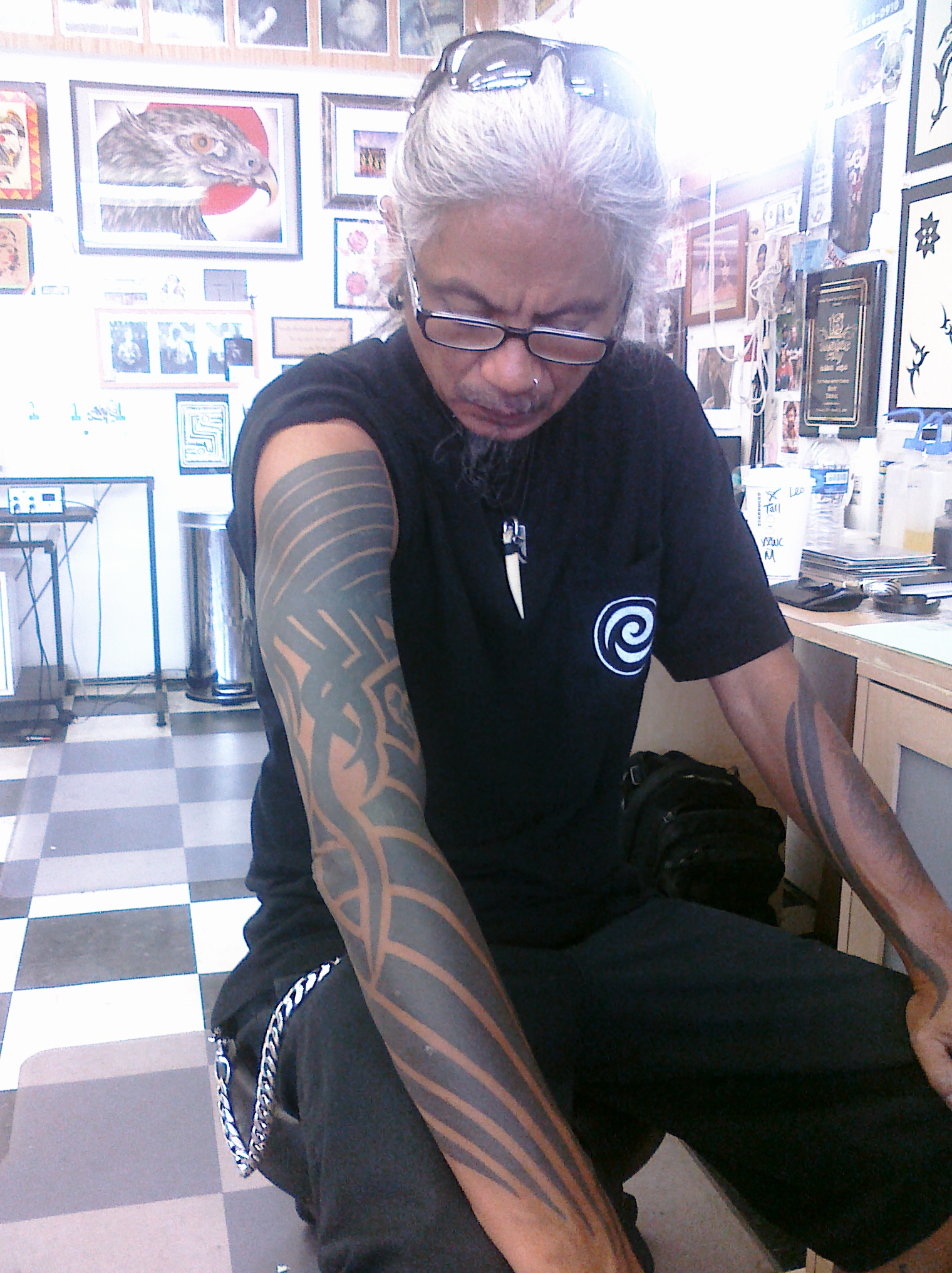
Leo Zulueta montrant son bras tatoué.